# 経世致用の学
経世致用の学（けいせいちようのがく）とは、儒学において明末清初に現れた学術思潮。
学問は現実の社会問題を改革するために用いられなければならないと主張された。顧炎武・黄宗羲・王夫之といった人物が代表であり、その先駆けは明末の東林学派の主張に見られる。

## 人物
- 顧炎武
- 黄宗羲
- 王夫之
- 顔元
- 李塨

## 派生
- 経世論-経世論（けいせいろん）は、近世（江戸時代）の日本で「経世済民」のために立案された諸論策、もしくはその背景にある思想。「経世思想」「経世済民論」とも称する。
- 水戸学-明国滅亡に伴い日本に亡命した朱舜水は、水戸藩徳川光圀の厚遇を受け、水戸学の基礎となる。朱舜水の学問は朱子学と陽明学の中間にあるとされ、理学・心学を好まず空論に走ることを避け、実理・実行・実用・実効を重んじた（経世致用の学にも通じる）
- 日本の神奈川大学（旧横濱専門学校）の校歌には「経世実用めあてとなして」と歌詞が在る。その他東京農業大学や東京工科大学のように実学主義を掲げる大学は多い。